# Ich bin ein Star – Holt mich hier raus!/Staffel 10
Die zehnte Staffel der deutschen Reality-Show Ich bin ein Star – Holt mich hier raus! wurde vom 15. bis 30. Januar 2016 auf dem Privatsender RTL ausgestrahlt.
Die Moderatoren waren, wie in den letzten drei Jahren, Sonja Zietlow und Daniel Hartwich. Auch der Paramedic Bob McCarron alias „Dr. Bob“ war wieder mit dabei.
Dschungelkönig wurde Menderes Bağcı, der das letzte Telefonvoting gegen Sophia Wollersheim mit 81,11 % der Anrufe gewann.
Titelsong dieser Staffel war „Hey Everybody!“ der australischen Band 5 Seconds of Summer.

## Veränderungen gegenüber vorherigen Staffeln
Die Teilnehmer wurden im Vorfeld der Staffel nicht mehr zusammen im Hotel Palazzo Versace, sondern einzeln in verschiedenen, einfachen Herbergen untergebracht, um Absprachen möglichst zu verhindern. Im Zuge dessen flogen die Kandidaten unabhängig voneinander nach Australien, zudem gab es eine Kontaktsperre, die unter anderem Telefonate der Teilnehmer untereinander im Vorfeld untersagte.
Darüber hinaus gab es in den ersten drei Tagen zwei Camps, das Base Camp und das Camp Snake Rock, die in den Dschungelprüfungen gegeneinander antraten.

## Teilnehmer
Erstmals traten im Jahr 2016 zwölf statt elf Kandidaten gegeneinander an. Brigitte Nielsen, Gewinnerin der sechsten Staffel im Jahr 2012, war bereits zum zweiten Mal im Dschungelcamp, da sie die Sendung Ich bin ein Star – Lasst mich wieder rein! im Sommer 2015 gewinnen konnte. Die Teilnehmer zogen am 14. Januar 2016 australischer Zeit ins Camp.

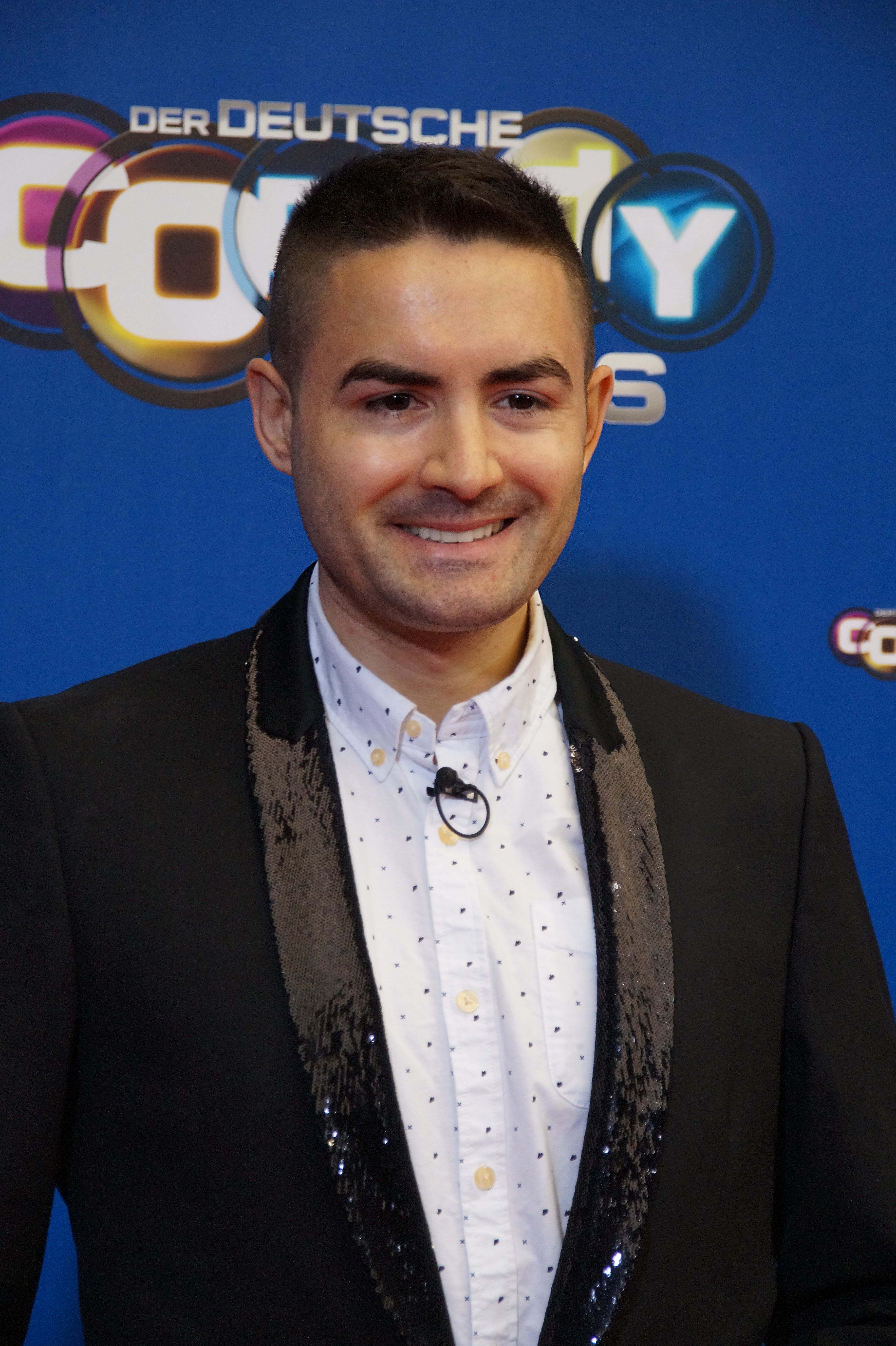
Menderes Bağcı: Dschungelkönig der zehnten Staffel

| Platz | Teilnehmer       | Bekannt als                                                    | Auszug am  |
| ----- | ---------------- | -------------------------------------------------------------- | ---------- |
| 01    | Menderes Bağcı   | Dauerkandidat bei Deutschland sucht den Superstar              | 30. Januar |
| 02    | Sophia Vegas     | Erotik-Model, Ehefrau des Bordellbetreibers Bert Wollersheim   | 30. Januar |
| 03    | Thorsten Legat   | Fußballtrainer und ehemaliger Profispieler                     | 30. Januar |
| 04    | Helena Fürst     | Doku-Soap-Darstellerin                                         | 29. Januar |
| 05    | Jürgen Milski    | Moderator, Schlagersänger, Reality-TV-Teilnehmer (Big Brother) | 28. Januar |
| 06    | Brigitte Nielsen | Schauspielerin, Model, Dschungelkönigin der 6. Staffel         | 27. Januar |
| 07    | Nathalie Volk    | Kandidatin bei Germany’s Next Topmodel                         | 26. Januar |
| 08    | Ricky Harris     | Moderator der Talkshow Ricky!                                  | 24. Januar |
| 09    | Jenny Elvers     | Schauspielerin, Moderatorin, Gewinnerin von Promi Big Brother  | 23. Januar |
| 10    | David Ortega     | Model, Schauspieler, Moderator                                 | 22. Januar |
| 11 1  | Rolf Zacher †    | Schauspieler                                                   | 22. Januar |
| 12 2  | Gunter Gabriel † | Country- und Schlagersänger                                    | 19. Januar |

Gunter Gabriel nahm aus gesundheitlichen Gründen nicht am „großen Wiedersehen“ teil.
Aufteilung der Teilnehmer

Zu Beginn der Staffel gab es erstmals zwei Camps und damit die Teams Base Camp und Snake Rock. Die Kandidaten wurden von den Produzenten in die jeweiligen Teams eingeteilt. Während der Teamphase wurden die Dschungelprüfungen als Duelle durchgeführt, in denen je ein Kandidat pro Camp um Sterne bzw. Essensrationen kämpfte. Nur das Team des Gewinners bekam die erspielte Anzahl an Rationen, das Verliererteam musste mit Reis und Bohnen auskommen.
| Team Base Camp                                                                            | Team Snake Rock                                                                    |
| ----------------------------------------------------------------------------------------- | ---------------------------------------------------------------------------------- |
| Jenny Elvers Gunter Gabriel Ricky Harris Brigitte Nielsen David Ortega Sophia Wollersheim | Menderes Bağcı Helena Fürst Thorsten Legat Jürgen Milski Nathalie Volk Rolf Zacher |

Nach drei Tagen im australischen Dschungel wurden die Camps am 18. Januar zusammengelegt. Dabei gingen die Kandidaten des Teams Snake Rock in das altbekannte Camp, das bereits vom Team Base Camp seit Beginn der Staffel genutzt wurde.

## Abstimmungsergebnisse
Für die Abstimmung bei „Wer muss zum Dschungelduell bzw. zur Dschungelprüfung“ liegen keine Ergebnisse vor.
| Abstimmungsergebnisse der zehnten Staffel | Abstimmungsergebnisse der zehnten Staffel | Abstimmungsergebnisse der zehnten Staffel | Abstimmungsergebnisse der zehnten Staffel | Abstimmungsergebnisse der zehnten Staffel | Abstimmungsergebnisse der zehnten Staffel | Abstimmungsergebnisse der zehnten Staffel | Abstimmungsergebnisse der zehnten Staffel | Abstimmungsergebnisse der zehnten Staffel | Abstimmungsergebnisse der zehnten Staffel | Abstimmungsergebnisse der zehnten Staffel |
| Platz                                     | 21. 1+ 22.01.2016                         | 23.01.2016                                | 24.01.2016                                | 25.01.2016 2                              | 26.01.2016 3                              | 27.01.2016                                | 28.01.2016                                | 29.01.2016                                | 30.01.2016 Vorfinale                      | 30.01.2016 Finale                         |
| ----------------------------------------- | ----------------------------------------- | ----------------------------------------- | ----------------------------------------- | ----------------------------------------- | ----------------------------------------- | ----------------------------------------- | ----------------------------------------- | ----------------------------------------- | ----------------------------------------- | ----------------------------------------- |
| 01                                        | Fürst 23,91 %                             | Legat 28,17 %                             | Bağcı 23,03 %                             | Bağcı 52,75 %                             | Bağcı 49,51 %                             | Bağcı 56,28 %                             | Bağcı 50,18 %                             | Bağcı 56,45 %                             | Bağcı 74,67 %                             | Bağcı 81,11 %                             |
| 02                                        | Bağcı 21,33 %                             | Bağcı 23,88 %                             | Legat 19,53 %                             | Legat 11,62 %                             | Wollersheim 12,33 %                       | Legat 16,45 %                             | Wollersheim 16,49 %                       | Wollersheim 24,96 %                       | Wollersheim 17,48 %                       | Wollersheim 18,89 %                       |
| 03                                        | Legat 11,26 %                             | Fürst 11,75 %                             | Wollersheim 16,04 %                       | Wollersheim 10,72 %                       | Legat 11,34 %                             | Fürst 10,30 %                             | Legat 13,37 %                             | Legat 11,23 %                             | Legat 7,85 %                              |                                           |
| 04                                        | Wollersheim 8,61 %                        | Wollersheim 9,04 %                        | Milski 11,26 %                            | Fürst 7,41 %                              | Nielsen 7,58 %                            | Milski 6,64 %                             | Fürst 11,29 %                             | Fürst 7,36 %                              |                                           |                                           |
| 05                                        | Harris 8,32 %                             | Nielsen 6,70 %                            | Fürst 10,27 %                             | Milski 6,43 %                             | Fürst 7,15 %                              | Wollersheim 6,09 %                        | Milski 8,67 %                             |                                           |                                           |                                           |
| 06                                        | Nielsen 7,83 %                            | Harris 6,08 %                             | Nielsen 8,60 %                            | Nielsen 5,61 %                            | Milski 6,66 %                             | Nielsen 4,24 %                            |                                           |                                           |                                           |                                           |
| 07                                        | Volk 6,16 %                               | Milski 5,96 %                             | Volk 6,19 %                               | Volk 5,46 %                               | Volk 5,43 %                               |                                           |                                           |                                           |                                           |                                           |
| 08                                        | Milski 6,11 %                             | Volk 4,27 %                               | Harris 5,08 %                             |                                           |                                           |                                           |                                           |                                           |                                           |                                           |
| 09                                        | Elvers 3,41 %                             | Elvers 4,15 %                             |                                           |                                           |                                           |                                           |                                           |                                           |                                           |                                           |
| 10                                        | Ortega 3,06 %                             |                                           |                                           |                                           |                                           |                                           |                                           |                                           |                                           |                                           |

 1Aufgrund des freiwilligen Auszugs von Gunter Gabriel am 19.1. entfiel das Voting am 21.1.
 2Aufgrund des freiwilligen Auszugs von Rolf Zacher am 22.1. musste an diesem Tag niemand das Camp verlassen.
 3Inklusive der Stimmen vom 25. Januar.

## Dschungelprüfungen bzw. -duelle
In den Dschungelduellen müssen die Kandidaten möglichst viele Sterne für ihr jeweiliges Team erkämpfen. Die Kandidaten – mindestens einer aus jedem Team – treten gegeneinander an. Wer am Ende der Prüfung die meisten Sterne erspielt hat, bekommt für jeden gesammelten Stern eine Essensration für sein Team. Die gesammelten Sterne des Verlierers verfallen. Der Verlierer der Dschungelprüfung bzw. das Verliererteam bekommt nur Reis und Bohnen zu essen.
Am 18. Januar wurden die beiden Teams aufgelöst und im Base Camp zusammengeführt. Somit gibt es wieder Dschungelprüfungen wie bei den bisherigen Staffeln.
Im Rahmen der Dschungelduelle erspielten die Kandidaten von den insgesamt möglichen 60 Sternen 39 Sterne, wovon lediglich 24 Sterne in Essensrationen umgewandelt wurden. Bei den Dschungelduellen konnten somit insgesamt 65,00 % Sterne erspielt werden.
Bei den Dschungelprüfungen erspielten die Kandidaten von den bisher möglichen 106 Essensrationen bzw. Sternen insgesamt 59 Rationen bzw. Sterne. Somit konnten bei den Dschungelprüfungen insgesamt 55,66 % Sterne erspielt werden.
In der ganzen Staffel wurden damit bisher insgesamt 98 von 166 Sternen erspielt. Somit konnten insgesamt 59,04 % der Sterne erspielt werden. 83 Sterne wurden in Essensrationen umgewandelt.
Zum zweiten und dritten Mal in der Geschichte der Show wurde eine Prüfung – ohne sie zu verweigern oder abzubrechen – mit null Sternen absolviert. Das erste Mal war dies in der ersten Staffel. Des Weiteren ist die zehnte Staffel die erste Staffel, in der insgesamt fünf Dschungelprüfungen mit null Sternen abgeschlossen wurden.
| Dschungelduelle der zehnten Staffel    | Dschungelduelle der zehnten Staffel          | Dschungelduelle der zehnten Staffel  | Dschungelduelle der zehnten Staffel | Dschungelduelle der zehnten Staffel                                                                                         | Dschungelduelle der zehnten Staffel                                                                                         |
| Datum                                  | Kandidat(en) aus dem Team Base Camp          | Kandidat(en) aus dem Team Snake Rock | Duell                               | Gewinner und erspielte Rationen (Sterne)                                                                                    | Verlierer und ungültige erspielte Sterne                                                                                    |
| -------------------------------------- | -------------------------------------------- | ------------------------------------ | ----------------------------------- | --- | --- |
| 15. Jan. 2016                          | Alle                                         | Alle                                 | „Dinner“                            | Team Snake Rock · (Zacher , Volk , Legat , Milski , Fürst , Bağcı )                                                         | Team Base Camp · (Gabriel , Wollersheim , Elvers , Ortega , Nielsen , Harris )                                              |
| 15. Jan. 2016                          | Sophia Wollersheim                           | Menderes Bağcı                       | „Tierischer Einlauf“                | Team Snake Rock · | Team Base Camp · |
| 16. Jan. 2016                          | Sophia Wollersheim                           | Helena Fürst                         | „Die Qual der Zahl“                 | Team Base Camp · | Team Snake Rock · |
| 17. Jan. 2016                          | David Ortega                                 | Helena Fürst                         | „Die Katakomben der Verzweiflung“   | Team Base Camp · | Team Snake Rock · |
| 18. Jan. 2016                          | Jenny Elvers                                 | Helena Fürst                         | „Das große Kribbeln“                | Team Base Camp · | Team Snake Rock · |
| Dschungelprüfungen der zehnten Staffel |                                              |                                      |                                     | | |
| Datum                                  | Kandidat(en)                                 | Prüfung                              | Prüfung                             | Erspielte Rationen (Sterne)                                                                                                 | Erspielte Rationen (Sterne)                                                                                                 |
| 19. Jan. 2016                          | Helena Fürst Thorsten Legat                  | „Das defekte Promi-Dinner“           | „Das defekte Promi-Dinner“          | · (Fürst , Legat ) | · (Fürst , Legat ) |
| 20. Jan. 2016                          | Helena Fürst                                 | „Dschungellabor“                     | „Dschungellabor“                    | · (Prüfung nicht angetreten)                                                                                                | · (Prüfung nicht angetreten)                                                                                                |
| 21. Jan. 2016                          | Helena Fürst David Ortega 1 (als Joker)      | „Das Dschungeltalent“                | „Das Dschungeltalent“               | · (Fürst , Ortega ) 2 | · (Fürst , Ortega ) 2 |
| 22. Jan. 2016                          | Helena Fürst Ricky Harris 1 (als Assistent)  | „Dschungelspielplatz“                | „Dschungelspielplatz“               | · (Prüfung durch Fürst abgebrochen)                                                                                         | · (Prüfung durch Fürst abgebrochen)                                                                                         |
| 23. Jan. 2016                          | Thorsten Legat                               | „Höhlenqualen“                       | „Höhlenqualen“                      | Sternsymbol · Sternsymbol · Sternsymbol · Sternsymbol · Sternsymbol · Sternsymbol · Sternsymbol · Sternsymbol · Sternsymbol | Sternsymbol · Sternsymbol · Sternsymbol · Sternsymbol · Sternsymbol · Sternsymbol · Sternsymbol · Sternsymbol · Sternsymbol |
| 24. Jan. 2016                          | Jürgen Milski Ricky Harris 3 (als Assistent) | „Altventskalender“                   | „Altventskalender“                  | Sternsymbol · Sternsymbol · Sternsymbol · Sternsymbol · Sternsymbol · Sternsymbol · Sternsymbol · Sternsymbol               | Sternsymbol · Sternsymbol · Sternsymbol · Sternsymbol · Sternsymbol · Sternsymbol · Sternsymbol · Sternsymbol               |
| 25. Jan. 2016                          | Menderes Bağcı Nathalie Volk                 | „Lotterie des Grauens“               | „Lotterie des Grauens“              | Sternsymbol · Sternsymbol · Sternsymbol · Sternsymbol · Sternsymbol · Sternsymbol · Sternsymbol                             | Sternsymbol · Sternsymbol · Sternsymbol · Sternsymbol · Sternsymbol · Sternsymbol · Sternsymbol                             |
| 26. Jan. 2016                          | Sophia Wollersheim Brigitte Nielsen          | „Dschungel-Metzgerei“                | „Dschungel-Metzgerei“               | Sternsymbol · Sternsymbol · Sternsymbol · Sternsymbol · Sternsymbol · Sternsymbol · Sternsymbol                             | Sternsymbol · Sternsymbol · Sternsymbol · Sternsymbol · Sternsymbol · Sternsymbol · Sternsymbol                             |
| 27. Jan. 2016                          | Menderes Bağcı                               | „Dschungellabor Teil 2“              | „Dschungellabor Teil 2“             | Sternsymbol · Sternsymbol · Sternsymbol · Sternsymbol · Sternsymbol · Sternsymbol                                           | Sternsymbol · Sternsymbol · Sternsymbol · Sternsymbol · Sternsymbol · Sternsymbol                                           |
| 28. Jan. 2016                          | Menderes Bağci Thorsten Legat Jürgen Milski  | „Der große Preis von Murwillumbah“   | „Der große Preis von Murwillumbah“  | Sternsymbol · Sternsymbol · Sternsymbol · Sternsymbol · Sternsymbol                                                         | Sternsymbol · Sternsymbol · Sternsymbol · Sternsymbol · Sternsymbol                                                         |
| 29. Jan. 2016                          | Helena Fürst Sophia Wollersheim              | „Auf Floß geht’s los“                | „Auf Floß geht’s los“               | · (Prüfung durch Fürst abgebrochen) 4                                                                                       | · (Prüfung durch Fürst abgebrochen) 4                                                                                       |
| 30. Jan. 2016                          | Thorsten Legat                               | Vorspeise: „Kasalla“                 | Vorspeise: „Kasalla“                | Sternsymbol · Sternsymbol · Sternsymbol · Sternsymbol · Sternsymbol                                                         | Sternsymbol · Sternsymbol · Sternsymbol · Sternsymbol · Sternsymbol                                                         |
| 30. Jan. 2016                          | Sophia Wollersheim                           | Hauptgericht: „Hallöchen Popöchen“   | Hauptgericht: „Hallöchen Popöchen“  | Sternsymbol · Sternsymbol · Sternsymbol · Sternsymbol · Sternsymbol                                                         | Sternsymbol · Sternsymbol · Sternsymbol · Sternsymbol · Sternsymbol                                                         |
| 30. Jan. 2016                          | Menderes Bağci                               | Nachspeise: „Come on“                | Nachspeise: „Come on“               | Sternsymbol · Sternsymbol · Sternsymbol · Sternsymbol · Sternsymbol                                                         | Sternsymbol · Sternsymbol · Sternsymbol · Sternsymbol · Sternsymbol                                                         |

## Schatzsuche
Die Kandidaten gehen (meist zu zweit) auf Schatzsuche und lösen eine Aufgabe. Bei Erfolg bringen sie häufig eine Schatztruhe ins Camp. Dort wird die Truhe geöffnet, in der sich eine Quizfrage mit zwei Antwortmöglichkeiten befindet. Beantworten die Kandidaten die Aufgabe richtig, gibt es einen Gewinn wie zum Beispiel Süßigkeiten oder Gewürze; antworten sie falsch, gibt es einen nutzlosen Trostpreis wie zum Beispiel einen Gartenzwerg. Seltener gibt es nach dem Lösen der Aufgabe sofort einen Gewinn.
| Schatzsuche der zehnten Staffel | Schatzsuche der zehnten Staffel                               | Schatzsuche der zehnten Staffel | Schatzsuche der zehnten Staffel | Schatzsuche der zehnten Staffel |
| Datum                           | Kandidaten                                                    | Aufgabe                         | Frage und Antwortmöglichkeiten | Gewinn/Trostpreis               |
| ------------------------------- | ------------------------------------------------------------- | ------------------------------- | --- | ------------------------------- |
| 20. Jan. 2016                   | Jürgen Milski Sophia Wollersheim                              | „Dicke Eier“                    | Wie viel Prozent der Männer und Frauen kommen beim Sex immer zum Orgasmus? a) Männer 80 Prozent und Frauen 33 Prozent b) Männer 95 Prozent und Frauen 12 Prozent | ein Gartenzwerg                 |
| 22. Jan. 2016                   | David Ortega Nathalie Volk                                    | „Die dunkle Höhle“              | keine Schatztruhe bzw. Frage | ein Straußenei                  |
| 23. Jan. 2016                   | Jenny Elvers Sophia Wollersheim                               | Tiere zuordnen                  | Wer lügt häufiger? a) Männer b) Frauen | nichts                          |
| 25. Jan. 2016                   | Helena Fürst Thorsten Legat                                   | Zum Schlüssel balancieren       | nicht bis zur Frage geschafft | nichts                          |
| 26. Jan. 2016                   | Menderes Bağci Sophia Wollersheim                             | „Schwammpresse“                 | Welcher Fußballtrainer steht derzeit wegen der „Penis-Affäre“ am Pranger? a) Pep Guardiola b) Stefan Effenberg                                                   | Pick-up-Riegel                  |
| 29. Jan. 2016                   | Menderes Bağci Helena Fürst Thorsten Legat Sophia Wollersheim | Codes merken                    | keine Frage bzw. Aufgabe nicht gelöst | nichts                          |

| Legende     | Legende                                                                          |
| ----------- | -------------------------------------------------------------------------------- |
|             | Die Teilnehmer haben die Aufgabe gelöst oder die Frage richtig beantwortet.      |
|             | Die Teilnehmer haben die Aufgabe nicht gelöst oder die Frage falsch beantwortet. |
| Fettschrift | von den Teilnehmern ausgewählte Antwort                                          |

## Einschaltquoten
Durchschnittlich 7,09 Millionen Menschen (28,6 Prozent) ab drei Jahren verfolgten die zehnte Staffel. 4,03 Millionen der 14- bis 49-Jährigen entspricht ein Marktanteil von 41,1 Prozent.
Die höchste Zuschauerzahl in dieser Staffel (8,60 Mio.) wurde im Finale am 30. Januar 2016 gemessen; die niedrigste (6,12 Mio.) am 24. Januar 2016. Zum Vergleich: Die höchste Zuschauerzahl der neunten Staffel war 7,5 Mio. Zuschauer; die niedrigste 5,64 Mio. Zuschauer.
| Quoten der zehnten Staffel                                         | Quoten der zehnten Staffel | Quoten der zehnten Staffel | Quoten der zehnten Staffel | Quoten der zehnten Staffel | Quoten der zehnten Staffel       | Quoten der zehnten Staffel     | Quoten der zehnten Staffel |
| Folge                                                              | Dauer (ohne Werbung)       | Erstausstrahlung (2016)    | Zuschauerzahl ab 3 Jahren  | Marktanteil ab 3 Jahren    | Zuschauerzahl 14- bis 49-Jährige | Marktanteil 14- bis 49-Jährige | Quelle                     |
| ------------------------------------------------------------------ | -------------------------- | -------------------------- | -------------------------- | -------------------------- | -------------------------------- | ------------------------------ | -------------------------- |
| Folgen mit Abstimmung „Wer muss zur Dschungelprüfung bzw. -duell?“ |                            |                            |                            |                            |                                  |                                |                            |
| Folge 1                                                            | 144 Min.                   | Fr, 15. Januar             | 7,68 Mio.                  | 28,0 %                     | 4,39 Mio.                        | 42,3 %                         | [ 9 ]                      |
| Folge 2                                                            | 063 Min.                   | Sa, 16. Januar             | 8,07 Mio.                  | 28,7 %                     | 4,72 Mio.                        | 41,3 %                         | [ 10 ] [ 11 ]              |
| Folge 3                                                            | 064 Min.                   | So, 17. Januar             | 6,14 Mio.                  | 24,4 %                     | 3,61 Mio.                        | 35,0 %                         | [ 12 ]                     |
| Folge 4                                                            | 089 Min.                   | Mo, 18. Januar             | 6,85 Mio.                  | 31,0 %                     | 3,91 Mio.                        | 43,9 %                         | [ 13 ]                     |
| Folge 5                                                            | 090 Min.                   | Di, 19. Januar             | 6,15 Mio.                  | 30,1 %                     | 3,49 Mio.                        | 43,0 %                         | [ 14 ]                     |
| Folge 6                                                            | 049 Min.                   | Mi, 20. Januar             | 6,89 Mio.                  | 28,6 %                     | 3,94 Mio.                        | 41,9 %                         | [ 15 ]                     |
| Folge 7                                                            | 059 Min.                   | Do, 21. Januar             | 6,25 Mio.                  | 26,6 %                     | 3,55 Mio.                        | 38,4 %                         | [ 16 ]                     |
| Folgen mit Abstimmung „Wer soll im Camp bleiben?“                  |                            |                            |                            |                            |                                  |                                |                            |
| Folge 8                                                            | 090 Min.                   | Fr, 22. Januar             | 7,12 Mio.                  | 27,5 %                     | 4,04 Mio.                        | 39,3 %                         | [ 17 ]                     |
| Folge 9                                                            | 085 Min.                   | Sa, 23. Januar             | 7,13 Mio.                  | 27,6 %                     | 4,07 Mio.                        | 40,1 %                         | [ 18 ]                     |
| Folge 10                                                           | 060 Min.                   | So, 24. Januar             | 6,12 Mio.                  | 23,6 %                     | 3,49 Mio.                        | 33,3 %                         | [ 19 ]                     |
| Folge 11                                                           | 056 Min.                   | Mo, 25. Januar             | 7,22 Mio.                  | 29,0 %                     | 3,95 Mio.                        | 39,9 %                         | [ 20 ]                     |
| Folge 12                                                           | 091 Min.                   | Di, 26. Januar             | 6,19 Mio.                  | 30,1 %                     | 3,42 Mio.                        | 43,5 %                         | [ 21 ]                     |
| Folge 13                                                           | 050 Min.                   | Mi, 27. Januar             | 7,32 Mio.                  | 30,2 %                     | 4,20 Mio.                        | 43,5 %                         | [ 22 ]                     |
| Folge 14                                                           | 064 Min.                   | Do, 28. Januar             | 6,85 Mio.                  | 28,8 %                     | 3,82 Mio.                        | 41,2 %                         | [ 23 ]                     |
| Folge 15                                                           | 061 Min.                   | Fr, 29. Januar             | 7,13 Mio.                  | 25,2 %                     | 3,93 Mio.                        | 36,4 %                         | [ 24 ]                     |
| Finale                                                             |                            |                            |                            |                            |                                  |                                |                            |
| Folge 16                                                           | 107 Min.                   | Sa, 30. Januar             | 8,60 Mio.                  | 34,2 %                     | 4,88 Mio.                        | 47,8 %                         | [ 25 ]                     |
| Das große Wiedersehen                                              |                            |                            |                            |                            |                                  |                                |                            |
| —                                                                  | 100 Min.                   | So, 31. Januar             | 5,40 Mio.                  | 14,4 %                     | 3,06 Mio.                        | 20,5 %                         | [ 26 ]                     |

## Zusätzliche Sendungen im TV
- 31. Januar 2016: Ich bin ein Star – Holt mich hier raus! – Das große Wiedersehen mit Sonja Zietlow und Daniel Hartwich (RTL)